# 受難曲
受難曲（じゅなんきょく、英: passion）は、新約聖書のマタイ、マルコ、ルカ、ヨハネの4つの福音書に基づくイエス・キリストの受難を描いた音楽作品をいう。受難曲はキリスト教の聖週間における典礼と密接に結びつき、中世以来の長い伝統を有しており、17世紀から18世紀には、ルター派圏内で合唱や管弦楽を伴うオラトリオ受難曲が数多く作曲された。現代においても、演奏会または典礼用の受難曲が新たに創作されている。

## 受難曲の起源
キリスト教では、聖週間の典礼においてイエスの受難を追想するため、かなり早い時期から受難物語の朗唱が行われていた。今日に残る最も古い記録は、スペインの修道女エゲリア（Egeria）が、381年から384年にエルサレムを巡礼した際、当地で行われた礼拝に関するものである。
10世紀以降のローマ・カトリック教会では、枝の主日、聖火曜日、聖水曜日、聖金曜日の典礼において、それぞれマタイ、マルコ、ルカ、ヨハネ福音書に基づく受難物語が指定され、助祭がその朗唱を担当した。朗唱は朗唱音と呼ばれる一定の音を繰り返す朗唱定式にしたがって行われ、その調子、速度、音量等は、表示文字 (litterae significativae) やネウマによって記譜された。受難曲の朗唱の正確な音程が記された最古の資料は、パリ国立図書館が所蔵する12世紀のコルビ写本（Codex Corbiensis）に収録されているものである。
13世紀に入ると、クレルヴォーのベルナルドゥスによる受難物語の神秘主義的解釈の浸透や、ドミニコ会・フランチェスコ会等の活動に見られる宗教的情熱の高揚を受けて、受難の追体験としてのコンパッシオの意義が重視されるのとあわせて、受難曲の朗唱に一段と演劇的な手法が取り入れられるようになる。その1つが複数の聖職者が役柄を分けて歌い交わすもので、確実な記録として残る最古の作品は、1254年のドミニコ会のグロス本（Le Gros Livre / Correctorium Humberti）に記されたものである。14世紀-15世紀には、受難曲の朗唱における登場人物の分担が一般的となり、福音史家は中庸な音高を保持しながら助祭が歌い、イエスの言葉は司祭が低い声で荘重に歌い、その他の登場人物は副助祭が高い声で歌うようになる。さらに、ヴロツワフ大学図書館に所蔵される1348年に書かれた写本では、トゥルバに複数の人物による斉唱が採用されており、こうした受難曲における演劇的な効果の追求は、教会の礼拝の外で演技を伴って上演されることで、中世典礼劇の母体となって、民間に広く浸透していく。

## 多声受難曲の成立

### 応唱受難曲と通作受難曲
15世紀には、音楽史におけるルネサンスの到来とともに、受難曲にも対位法が導入され、多声化がなされるようになる。ルネサンス期における多声受難曲は、一般に「応唱受難曲」と「通作受難曲」とに分類される。応唱受難曲（「コラール受難曲」ともいう。）とは、福音史家による語りの部分は単旋律で朗唱され、その他の部分が対位法で作曲されたものをいう。現存する最古の応唱受難曲は、大英図書館が所蔵する1430年-1444年に編纂された写本のなかの『ルカ受難曲』であり、導入句、トゥルバと個々の登場人物の言葉が3声のディスカント様式（Discanto）によって作曲されている。その他、15世紀に作曲された応唱受難曲としては、イートン・クワイアブック（Eton Choirbook）に収録されたリチャード・デイヴィー（Richard Davy、1465年頃-1507年）の『マタイ受難曲』や、モデナのエステ家図書館（Biblioteca Estense）が所蔵する1470年-1480年頃の写本に収録された作者不詳の2曲の受難曲等がある。後者の作曲者としては、ヨハネス・マルティーニ（1440年頃-1497年または1498年）、ジル・バンショワ（1400年頃-1460年）等が推定されている。
一方、通作受難曲（「モテット受難曲」ともいう。）とは、福音史家による語りを含む楽曲全体を通して対位法で作曲されたものをいい、1つの福音書にもとづく作品のほか、4つの福音書を編集し、十字架上のイエスの言葉をすべて含むように構成された総合受難曲（「調和受難曲」ともいう。）がある。現存する最古の通作受難曲は、アントワーヌ・ド・ロングヴァル（Antoine de Longueval、1507年-1522年活躍）の『マタイ受難曲』（1507年頃）である。この作品は、マタイ福音書に加えて、3つの福音書からの受難物語が随時引用され、テノールに置かれた定旋律に協和音を重ねたイタリア風のファルソボルドーネ様式（Falsobordone）で作曲されており、トゥルバの部分は4声、個々の登場人物の言葉は2-4声となっている。

### 16世紀のカトリック受難曲
対位法に基づく多声受難曲は、16世紀のイタリアで数多く作曲された。その大半は応唱受難曲であり、フランチェスコ・コルテッチャ（Francesco Corteccia、1502年 - 1571年）の2曲の受難曲では、導入句、トゥルバと最後の福音のみが多声で作曲されているのに対して、ジャケット・ダ・マントヴァ（Jacquet da Mantova、1483年 - 1559年）の『ヨハネ受難曲』等では、個々の登場人物の言葉も多声で作曲されるようになり、ガスパロ・アルベルティ（Gasparo Alberti、1480年頃 - 1560年頃）の『マタイ受難曲』では、これらに加えて、イエスの言葉も多声で作曲され、当時のマドリガーレを思わせる劇的な表現が用いられている。一方、イタリアにおける通作受難曲の作例は少ないが、ヤン・ナスコ（ジョヴァンニ・ナスコ、Jan Nasco、1510年 - 1561年）の『マタイ受難曲』や、チプリアーノ・デ・ローレ（1516年頃 - 1565年）の『ヨハネ受難曲』が知られている。
カトリック圏内のドイツでは、オルランドゥス・ラッスス（1532年 - 1594年）が1575年-1582年にかけてバイエルンの宮廷礼拝堂のために作曲した4曲の応唱受難曲のほか、プラハで活躍したヤコブス・ガルス（ハンドル）（1550年 - 1591年）の3曲の通作受難曲や、ヤコブ・ルニャール（1540年頃-1599年）の『マタイ受難曲』等がある。ラッススの作品は、多声のモテット様式にイタリア風のファルソボルドーネを結びつけ、個々の登場人物の言葉は2声のビチニウムまたは3声のトリチニウムとして作曲されており、その後の受難曲の作曲に強い影響を与えている。
スペインにおける16世紀の代表的な受難曲としては、トマス・ルイス・デ・ビクトリア（1548年 - 1611年）の2曲の作品や、フランシスコ・ゲレーロ（1528年 - 1599年）の5曲の作品等がある。これらの受難曲はすべて応唱受難曲であるが、「激しく泣いた」、「悲しみが溢れ」といった福音史家の特定の言葉も多声で作曲され、感情の高揚が音楽的に強調されるのは、スペインの受難曲に固有の特徴である。
これに対して、宗教改革の影響が強かった16世紀のフランス、イギリスでは、受難曲はほとんど作曲されていない。わずかに残る作品としては、パリの出版業者ピエール・アテニャン（Pierre Attaingnant）が1534年に出版した「受難曲集」に収録されたクローダン・ド・セルミジ（1490年頃 - 1562年）の『マタイ受難曲』等がある。

## プロテスタント受難曲の展開

### 17世紀までの伝統的受難曲
1545年-1563年に開催されたトレント公会議の結果、カトリック圏内では技巧的な教会音楽の演奏が抑制され、受難曲の新たな創作が見られなくなるのに対して、礼拝における音楽の演奏に寛容であったルター派圏内では、16世紀-17世紀にかけて集中的に受難曲が作曲された。ルター派における伝統的受難曲の規範となった作品は、ヨハン・ヴァルター（1496年-1570年）が作曲した『マタイ受難曲』（1550年頃）である。ヴァルターは、ルターが翻訳したドイツ語聖書にあわせて朗唱定式を改変し、合唱によるトゥルバの部分と組み合わせた。ルター派における応唱受難曲は、その後、アントニオ・スカンデッロ（Antonio Scandello、1517年-1580年）の『ヨハネ受難曲』を通して、イエスの言葉も多声で作曲されるようになり、福音史家による語りを除き、様々な多声化が試みられる。
一方、イタリアとは異なり、通作受難曲が数多く作曲されたことも、ルター派圏内における受難曲の特徴である。ヴィッテンベルクの出版業者ゲオルク・ラウ（Georg Rhau）が1538年に誤ってヤーコプ・オブレヒトの作品として出版したロングヴァルの受難曲は、ルター派圏内で広く流布し、ルードヴィヒ・ダーザー（Ludwig Daser、1525年頃-1589年）、レオンハルト・レヒナー（1553年頃-1606年）、ヨハン・クリストフ・デマンツィウス（1567年-1643年）の『ヨハネ受難曲』等に受け継がれる。それらのなかには、ルターの友人であるヨハネス・ブーゲンハーゲン（Johannes Bugenhagen）が1526年に作詞した『4人の福音史家による我らの主イエス・キリストの受難と復活の物語』に基づく総合受難曲も少なからず存在する。
17世紀におけるプロテスタント受難曲の最高傑作は、ハインリヒ・シュッツ（1585年-1672年）が1663年-1666年に作曲した3曲の受難曲である。シュッツの作品は、伝統的な応唱受難曲によりながら、極めて表情豊かな独自の朗唱音が用いられており、合唱においてもファルソボルドーネ様式が放棄され、劇的な表現を通して言葉と音楽との一致が実現されている。

### オラトリオ受難曲の発展
17世紀後半のドイツでは、これまで無伴奏であった受難曲に器楽を導入し、自由曲を加える方向で受難曲の発展が見られる。福音書による受難物語は省察的な挿入部分によって中断され、関連する聖句やコラール等が用いられるとともに、通奏低音が採用され、イタリア風のレチタティーヴォやコンチェルタート様式によって楽曲が構成されるようになる。このようなタイプの受難曲を「オラトリオ受難曲」といい、最初期の作品としては、ハンブルクで活躍したトーマス・ゼレ（Thomas Selle、1592年-1663年）が1636年-1641年に作曲した2曲の受難曲があげられる。
オラトリオ受難曲は、マルティン・コレールス（Martin Köler/Martinus Colerus、1620年-1703年）、ヨハン・ゼバスティアーニ（Johann Sebastiani、1622年-1683年）、ヨハン・タイレ（1646年-1724年）、ヨハン・ヴァレンティン・メーダー（Johann Valentin Meder、1649年-1719年）等、主に北ドイツの音楽家によって作曲された。コレールスの『マタイ受難曲』では、複数のシンフォニア、関連する聖句による声楽コンチェルトやモテット、コラールが挿入されるのに対して、タイレの『マタイ受難曲』では、器楽によるシンフォニアのほか、4曲のアリアが加えられており、受難節において器楽を用いない慣習のある地域では、アリアをコラールに代え、聖句を既存の朗唱定式で歌うことで、無伴奏による演奏も可能とされている。
オラトリオ受難曲は、福音書の聖句に基づく点で、礼拝の一部としての機能を保持していたが、18世紀に入ると、マドリガーレ風の自由詩が付加され、ダ・カーポ・アリア（da capo aria）や管弦楽を伴う大規模な合唱が組み込まれることで、オペラ的性格が強まるようになる。18世紀における代表的なオラトリオ受難曲には、ラインハルト・カイザー（1674年-1739年）の2曲の作品や、ゲオルク・フィリップ・テレマン（1681年-1767年）の46曲の作品、ヨハン・ゼバスティアン・バッハ（1685年-1750年）の2曲の受難曲などがある。

## 18世紀以降の受難曲
18世紀には、受難物語を新たに詩作し、当世風の音楽を付した「受難オラトリオ」が流行し、世紀の半ばを過ぎると、福音書に基づく受難曲の作曲は少なくなる。多感主義や疾風怒濤運動の影響が認められるカール・ハインリヒ・グラウン（1704年頃-1759年）やヨハン・ハインリヒ・ロレ（Johann Heinrich Rolle、1716年-1785年）の感傷的な作品（たとえば前者による《イエスの死 Der Tod Jesu》、《ここへ来て見よ Kommt her und Schaut》など）は、こうした18世紀における受難オラトリオの典型とされる。これに対して、カール・フィリップ・エマヌエル・バッハ（1714年-1788年）、ゴットフリート・アウグスト・ホミリウス（1714年-1785年）等によって福音書に基づく受難曲も作曲され続けたが、オラトリオの要素が大幅に導入されたり、パロディやパスティッチョ（pasticcio）による等、多様な構成がとられている。
一方、カトリック圏内のウィーンでも、すでに17世紀以来、セポルクロ（sepolchro）と呼ばれる演技を伴う一種の受難オラトリオが宮廷礼拝堂で上演されていたが、18世紀には、オペラの台本作家として人気を集めたピエトロ・メタスタージオの『イエス・キリストの受難』が、多くの音楽家によってオラトリオとして作曲されている。
19世紀に入ってからも、ルートヴィヒ・ヴァン・ベートーヴェン（1770年-1827年）の『オリーブ山上のキリスト』等、イエスの受難を主題とする音楽作品の多くは演奏会用のオラトリオであった。しかしながら、19世紀後半には、教会音楽の改革を目的としたチェチリア運動を契機として、歴史的教会音楽に対する関心が高まり、ハインリヒ・フォン・ヘルツォーゲンベルク（1843年-1900年）、ロレンツォ・ペロージ（Lorenzo Perosi、1872年-1956年）等によって、典礼用の受難曲が再び作曲されるようになる。現代音楽においても、宗教音楽劇としての構成が注目され、クシシュトフ・ペンデレツキ（1933年-2020年）、アルヴォ・ペルト（1935年-）等、多くの音楽家によって、さまざまな形態の受難曲が作曲されている。

## 主な受難曲
| 作曲者                           | 生没年                  | 作品名（福音書）                   | 成立年（出版年）     |
| -------------------------------- | ----------------------- | ---------------------------------- | -------------------- |
| リチャード・デイヴィー           | 1465年頃-1507年         | マタイ                             | 1490年頃             |
| アントワーヌ・ド・ロングヴァル   | 1507年-1522年活躍       | マタイ                             | 1507年頃             |
| フランチェスコ・コルテッチャ     | 1502年-1571年           | ヨハネ マタイ                      | 1527年 1532年        |
| クローダン・ド・セルミジ         | 1490年頃-1562年         | マタイ                             | 1534年               |
| ヨハネス・ガリクルス（ヘンネル） | 16世紀前半活躍          | マルコ                             | 1538年               |
| ガスパロ・アルベルティ           | 1480年頃-1560年頃       | マタイ、ヨハネ2曲                  | 1540年頃             |
| ジャケット・ド・マントヴァ       | 1483年-1559年           | ヨハネ                             | 1540年頃             |
| バルタザル・レジナリウス         | 1485年頃-1544年         | ヨハネ                             | 1544年               |
| ジョヴァンニ・ヤン・ナスコ       | 1510年頃-1561年         | マタイ                             | 1547年以降           |
| ヨハン・ヴァルター               | 1496年-1570年           | マタイ                             | 1550年               |
| チプリアーノ・デ・ローレ         | 1516年頃-1565年         | ヨハネ                             | 1550年頃             |
| アントニオ・スカンデッロ         | 1517年-1580年           | ヨハネ                             | 1561年               |
| ヤーコプ・マイラント             | 1542年-1577年           | マルコ ヨハネ マタイ               | 1561年 1568年 1570年 |
| ヨアヒム・ア・ブルク             | 1546年-1610年           | ヨハネ ルカ                        | 1568年 1597年        |
| ヴィンチェンツォ・ルッフォ       | 1508年頃-1587年         | ヨハネ マタイ、ルカ                | 1570年頃 1574-1579年 |
| オルランドゥス・ラッスス         | 1532年-1594年           | マタイ マルコ、ルカ、ヨハネ        | 1575年 1580-1582年   |
| ヨハン・シュトイアーライン       | 1546年-1613年           | ヨハネ                             | 1576年               |
| ルードヴィヒ・ダーザー           | 1525年頃-1589年         | ヨハネ                             | 1578年               |
| パウルス・ブチュヌス             | 1567年-1584年活躍       | マタイ                             | 1578年               |
| フランチェスコ・ロヴィーゴ       | 1541または1542年-1597年 | ルカ                               | 1580年頃             |
| ジャケス・デ・ヴェルト           | 1535年-1596年           | マルコ                             | 1580年頃             |
| プラチド・ファルコニオ           | 1549年-1588年活躍       | マタイ、マルコ、ルカ、ヨハネ 各1曲 | 1580年               |
| パオロ・アレティーノ             | 1508年-1584年           | ヨハネ                             | 1583年               |
| ジャンマテーオ・アゾラ           | 1532年以前-1609年       | ヨハネ                             | 1583年               |
| フランシスコ・ゲレーロ           | 1528年-1599年           | マタイ＋ヨハネ、マルコ             | 1585年               |
| トマス・ルイス・デ・ビクトリア   | 1548年-1611年           | マタイ、ヨハネ                     | 1585年               |
| フランチェスコ・ソリアーノ       | 1548または1549年-1621年 | マタイ、マルコ、ルカ、ヨハネ 各1曲 | 1585年頃             |
| ヤコブス・ガルス（ハンドル）     | 1550年-1591年           | ヨハネ                             | 1587年               |
| ヤコプ・ルニャール               | 1540から1545年-1599年   | マタイ                             | 1587年               |
| マルティン・デ・ビリャヌエバ     | 1555年-1605年           | ヨハネ                             | 1587年頃             |
| バルトロメーウス・ゲージウス     | 1555から1562年-1613年   | ヨハネ マタイ                      | 1588年 1613年        |
| レオンハルト・レヒナー           | 1553年頃-1606年         | ヨハネ                             | 1593年               |
| ヨハン・マッホルト               | 不詳-1595年以降         | マタイ                             | 1593年               |
| ヨハネス・ヘーロルト             | 1550年頃-1603年         | マタイ                             | 1594年               |
| テオドーロ・クリニオ             | 不詳-1602年             | マタイ、マルコ、ルカ、ヨハネ 各1曲 | 1595年               |
| アロンソ・ロボ                   | 1555年-1617年           | マタイ                             | 1600年頃             |

| 作曲者                                 | 生没年                  | 作品名（福音書）                    | 成立年（出版年）       |
| -------------------------------------- | ----------------------- | ----------------------------------- | ---------------------- |
| セラフィーノ・カントーネ               | 1580年-1627年活躍       | マタイ、ヨハネ                      | 1604年                 |
| ウィリアム・バード                     | 1540年頃-1623年         | ヨハネ（トゥルバのみ）              | 1605年                 |
| アンブロージウス・ベーバー             | 1610年-1620年活躍       | マルコ                              | 1610年                 |
| フアン・パブロ・プジョル               | 1570年-1626年           | ヨハネ                              | 1612年                 |
| ザムエル・ベスラー                     | 1574年-1625年           | マタイ、マルコ、ルカ、ヨハネ 各1曲  | 1612年                 |
| メルヒオル・ヴルピウス                 | 1570年頃-1615年         | マタイ                              | 1613年                 |
| オットー・ジークフリート・ハルニシュ   | 1568年頃-1623年         | ヨハネ                              | 1621年                 |
| ハインリヒ・グリム                     | 1592または1593年-1637年 | マタイ                              | 1629年                 |
| ヨハン・クリストフ・デマンツィウス     | 1567年-1643年           | ヨハネ                              | 1631年                 |
| トーマス・ゼレ                         | 1592年-1663年           | マタイ ヨハネ                       | 1636年 1641年          |
| クリストフ・シュルツェ                 | 1606年-1683年           | ルカ                                | 1653年                 |
| ハインリヒ・シュッツ                   | 1585年-1672年           | ルカ ヨハネ マタイ                  | 1663年頃 1665年 1666年 |
| ヨハン・ゼバスティアーニ               | 1622年-1683年           | マタイ                              | 1663年                 |
| マルティン・コレールス                 | 1620年-1703年           | マタイ                              | 1664年                 |
| マルコ・ジョゼッペ・ペランダ           | 1625年頃-1675年         | マルコ                              | 1668年                 |
| フリードリヒ・フンケ                   | 1642年-1699年           | マタイ                              | 1668-1674年            |
| ヨハン・タイレ                         | 1646年-1724年           | マタイ                              | 1673年                 |
| ヨハン・ヴァレンティン・メーダー       | 1649年-1719年           | マタイ                              | 1700年                 |
| アレッサンドロ・スカルラッティ         | 1660年-1725年           | ヨハネ                              | 1700年頃               |
| ヨハン・ゲオルク・キューンハウゼン     | 不詳-1714年             | マタイ                              | 1700年頃               |
| ラインハルト・カイザー                 | 1674年-1739年           | マルコ ルカ                         | 1717年                 |
| ヨハン・ゼバスティアン・バッハ         | 1685年-1750年           | ヨハネ マタイ                       | 1723年 1727年          |
| ゲオルク・フィリップ・テレマン         | 1681年-1767年           | マタイ、マルコ、ルカ、ヨハネ 計46曲 | 1723-1767年            |
| ゲオルク・ゲベル                       | 1709年-1753年           | ヨハネ                              | 1748年                 |
| ヨハン・ゲオルク・レーリヒ             | 1710年-1790年           | マルコ                              | 1750年                 |
| ヨハン・テーオドル・レームヒルト       | 1684年-1756年           | マタイ                              | 1750年頃               |
| ガスパレ・ガベッローネ                 | 1727年-1796年           | ヨハネ2曲                           | 1756年                 |
| カール・フィリップ・エマヌエル・バッハ | 1714年-1788年           | マタイ、マルコ、ルカ、ヨハネ        | 1767-1788年            |
| ゴットフリート・アウグスト・ホミリウス | 1714年-1785年           | マルコ                              | 1768年以前             |
| ジュゼッペ・ジョルダーニ               | 1751年-1798年           | ヨハネ                              | 1776年                 |
| ジョヴァンニ・パイジェッロ             | 1740年-1816年           | ヨハネ                              | 1785年                 |

| 作曲者                           | 生没年        | 作品名（福音書）                         | 成立年（出版年） |
| -------------------------------- | ------------- | ---------------------------------------- | ---------------- |
| ヨハネス・ジーモン・マイヤー     | 1763年-1845年 | マタイ＋マルコ                           | 1812-1818年      |
| ヨゼフ・エルスナー               | 1769年-1854年 | マタイ＋マルコ                           | 1835-1837年      |
| ハインリヒ・ヘルツォーゲンベルク | 1843年-1900年 |                                          | 1896年           |
| ロレンツォ・ペロージ             | 1872年-1956年 | マルコ                                   | 1897年           |
| チャールズ・ウッド               | 1866年-1926年 | マルコ                                   | 1920年           |
| フーゴー・ディストラー           | 1908年-1942年 | コラール受難曲                           | 1933年           |
| ルドルフ・マウエルスベルガー     | 1889年-1971年 | ルカ                                     | 1947年           |
| エルンスト・ペッピング           | 1901年-1981年 | マタイ                                   | 1950年           |
| クシシュトフ・ペンデレツキ       | 1933年-2020年 | ルカ                                     | 1965年           |
| アルヴォ・ペルト                 | 1935年-       | ヨハネ                                   | 1982年           |
| トロン・クヴェルノ               | 1945年-       | マタイ                                   | 1986年           |
| ピート・スウェルツ               | 1960年-       | マルコ                                   | 1988年           |
| ソフィア・グバイドゥーリナ       | 1931年-       | ヨハネ （バッハ没後250周年記念委嘱作品） | 2000年           |
| 譚盾                             | 1957年-       | マタイ『永遠の水』（同上）               | 2000年           |
| ヴォルフガング・リーム           | 1952年-2024年 | ルカ（同上）                             | 2000年           |
| オスバルド・ゴリホフ             | 1960年-       | マルコ（同上）                           | 2000年           |
| イラリオン・アルフェエフ         | 1966年-       | マタイ                                   | 2006年           |